# بطولة آسيا للأندية للسيدات 2019
أقيمت بطولة بطولة الأندية الآسيوية للسيدات 2019 كأول نسخة من مسابقة كرة القدم النسائية للأندية في آسيا، والتي ينظمها الاتحاد الآسيوي لكرة القدم (AFC)، في كوريا الجنوبية بين 26 و30 نوفمبر 2019. تنافست أربعة أندية من أربعة اتحادات في هذه النسخة، والتي عُرفت أيضًا باسم بطولة الأندية النسائية التجريبية 2019 للفيفا والاتحاد الآسيوي.

## الفرق
تأهلت الفرق التالية إلى البطولة.
| الفريق                        | طريقة التأهل                           | الظهور (آخر مشاركة) |
| ----------------------------- | -------------------------------------- | ------------------- |
| ملبورن فيكتوري                | بطل دوري W الأسترالي 2018–19           | الأول               |
| جيانغسو سونينغ                | بطل الدوري الصيني الممتاز للسيدات 2019 | الأول               |
| نيبون تي في بيليزا            | بطل الدرجة الأولى لدوري ناديشيكو 2018  | الأول               |
| إنشيون هيونداي ستيل ريد أنجلز | بطل دوري WK 2018                       | الأول               |

## الملعب
جميع المباريات أُقيمت في منتزه يونغين سيتيزن الرياضي، يونغين.

## النظام
لعبت الفرق بنظام الجولة الواحدة.

## الترتيب
| م | الفريق                            | لعب | ف | ت | خ | أ.له | أ.ع | أ.ف | نقاط |
| - | --------------------------------- | --- | - | - | - | ---- | --- | --- | ---- |
| 1 | نيبون تي في بيليزا (C)            | 3   | 2 | 1 | 0 | 8    | 1   | +7  | 7    |
| 2 | جيانغسو سونينغ                    | 3   | 1 | 2 | 0 | 4    | 2   | +2  | 5    |
| 3 | إنشيون هيونداي ستيل ريد آنجلز (H) | 3   | 1 | 0 | 2 | 4    | 4   | 0   | 3    |
| 4 | ملبورن فيكتوري                    | 3   | 0 | 1 | 2 | 1    | 10  | −9  | 1    |

## المباريات
جميع الأوقات حسب التوقيت المحلي لكوريا الجنوبية (KST - UTC+9).
| نيبون تي في بيليزا | 1–1                              | جيانغسو سونينغ |
| ------------------ | -------------------------------- | -------------- |
| - تاناكا 9'        | التقرير المباشر تقرير الإحصائيات | - تشاوينغا 7'  |

| ملبورن فيكتوري | 0–4                              | إنشيون هيونداي ستيل ريد آنجلز                    |
| -------------- | -------------------------------- | ------------------------------------------------ |
|                | التقرير المباشر تقرير الإحصائيات | - كيم دام-بي 24' - ثايس 33' - لي سي-أون 57'، 58' |

| جيانغسو سونينغ | 1–1                              | ملبورن فيكتوري |
| -------------- | -------------------------------- | -------------- |
| - جيالي 12'    | التقرير المباشر تقرير الإحصائيات | - ماهر 11'     |

| إنشيون هيونداي ستيل ريد آنجلز | 0–2                              | نيبون تي في بيليزا          |
| ----------------------------- | -------------------------------- | --------------------------- |
|                               | التقرير المباشر تقرير الإحصائيات | - أوكي 49' - كوباياشي 90+4' |

| ملبورن فيكتوري | 0–5                              | نيبون تي في بيليزا                                        |
| -------------- | -------------------------------- | --------------------------------------------------------- |
|                | التقرير المباشر تقرير الإحصائيات | - تاناكا 8'، 48'، 55' - إيتو 38' (ركلة.) - إيواساكي 90+1' |

| جيانغسو سونينغ      | 2–0                              | إنشيون هيونداي ستيل ريد آنجلز |
| ------------------- | -------------------------------- | ----------------------------- |
| - تشاوينغا 10'، 50' | التقرير المباشر تقرير الإحصائيات |                               |

## الهدافون
| الترتيب | اللاعب          | الفريق                        | الأهداف |
| ------- | --------------- | ----------------------------- | ------- |
| 1       | مينا تاناكا     | نيبون تي في بيليزا            | 4       |
| 2       | تابيثا تشاوينغا | جيانغسو سونينغ                | 3       |
| 3       | لي سي-إيون      | إنشيون هيونداي ستيل ريد آنجلز | 2       |
| 4       | سارا إيتو       | نيبون تي في بيليزا            | 1       |
| 4       | كوكوما إيواساكي | نيبون تي في بيليزا            | 1       |
| 4       | كيم دام-بي      | إنشيون هيونداي ستيل ريد آنجلز | 1       |
| 4       | ريكاكو كوباياشي | نيبون تي في بيليزا            | 1       |
| 4       | غريس ماهر       | ملبورن فيكتوري                | 1       |
| 4       | تانغ جيالي      | جيانغسو سونينغ                | 1       |
| 4       | ثايس جيديس      | إنشيون هيونداي ستيل ريد آنجلز | 1       |
| 4       | ريكو أويكي      | نيبون تي في بيليزا            | 1       |

## روابط خارجية
- بطولة آسيا للأندية للسيدات 2019, stats.the-AFC.com